# Christer Eriksson (politiker)
Runar Christer Eriksson, född 17 januari 1954 i Fläckebo församling i Västmanlands län, är en svensk politiker (centerpartist) och jordbrukare, som var riksdagsledamot 2010 för Västmanlands läns valkrets.
Han har engagerat sig kring frågor som rör landsbygden med företagande, infrastruktur, boende samt jaktpolitik.
Eriksson har varit ersättare för ledamot av riksdagen från den 19 januari till den 28 februari samt från 8 juni till den 13 juni 2010. Den 14 juni 2010 blev han ordinarie riksdagsledamot sedan partikamraten Jörgen Johansson avlidit. I riksdagsvalet 2010 stod han på första plats på Centerpartiets kandidatlista för Västmanlands läns valkrets men förlorade sin riksdagsplats då Centerpartiet tappade mandatet i Västmanland.
Han har under 2010-talet varit ledamot i kommunfullmäktige i Sala kommun och bland annat engagerat sig i frågor angående rovdjursförvaltning. Han är (2019) ersättare i Valnämnden, ordförande i Sala-Heby Energi AB samt ordförande i Sala Heby Energi Elnät AB.
Eriksson bor på en lantgård i Sala kommun, där han driver han firman Vrenninge perennodling som sysslar med odling av trädgårdsväxter och skogsförvaltning.